# Série de championnat de la Ligue nationale de baseball 1992
La Série de championnat de la Ligue nationale de baseball 1992 était la série finale de la Ligue nationale de baseball, dont l'issue a déterminé le représentant de cette ligue à la Série mondiale 1992, la grande finale des Ligues majeures.
Cette série quatre de sept a débuté le mardi 6 octobre 1992 et s'est terminée le mercredi 14 octobre par une victoire des Braves d'Atlanta, quatre parties à trois sur les Pirates de Pittsburgh. 
Il s'agissait de la deuxième année de suite que ces deux équipes s'affrontaient en Série de championnat et le résultat fut le même qu'en 1991.

## Déroulement de la série

### Calendrier des rencontres
| Match | Date       | Visiteur              | Hôte                  | Score  |
| ----- | ---------- | --------------------- | --------------------- | ------ |
| 1     | 6 octobre  | Pirates de Pittsburgh | Braves d'Atlanta      | 1 - 5  |
| 2     | 7 octobre  | Pirates de Pittsburgh | Braves d'Atlanta      | 5 - 13 |
| 3     | 9 octobre  | Braves d'Atlanta      | Pirates de Pittsburgh | 2 - 3  |
| 4     | 10 octobre | Braves d'Atlanta      | Pirates de Pittsburgh | 6 - 4  |
| 5     | 11 octobre | Braves d'Atlanta      | Pirates de Pittsburgh | 1 - 7  |
| 6     | 13 octobre | Pirates de Pittsburgh | Braves d'Atlanta      | 13 - 4 |
| 7     | 14 octobre | Pirates de Pittsburgh | Braves d'Atlanta      | 2 - 3  |

### Match 1
Mardi 6 octobre 1992 au Fulton County Stadium, Atlanta, Géorgie.
| Pirates de Pittsburgh | 0 | 0 | 0 | 0 | 0 | 0 | 0 | 1 | 0 | 1 | 5 | 1 |
| Braves d'Atlanta | 0 | 1 | 0 | 2 | 1 | 0 | 1 | 0 | X | 5 | 8 | 0 |
| Lanceurs partants : PIT : Doug Drabek ATL : John Smoltz Vic. : John Smoltz (1-0) Déf. : Doug Drabek (0-1) HRs : PIT : Jose Lind (1) ATL : Jeff Blauser (1) |   |   |   |   |   |   |   |   |   |   |   |   |

### Match 2
Mercredi 7 octobre 1992 au Fulton County Stadium, Atlanta, Géorgie.
| Pirates de Pittsburgh | 0 | 0 | 0 | 0 | 0 | 0 | 4 | 1 | 0 | 5  | 7  | 0 |
| Braves d'Atlanta | 0 | 4 | 0 | 0 | 4 | 0 | 5 | 0 | X | 13 | 14 | 0 |
| Lanceurs partants : PIT : Danny Jackson ATL : Steve Avery Vic. : Steve Avery (1-0) Déf. : Danny Jackson (0-1) HRs: ATL : Ron Gant (1) |   |   |   |   |   |   |   |   |   |    |    |   |

### Match 3
Vendredi 9 octobre 1992 au Three Rivers Stadium, Pittsburgh, Pennsylvanie.
| Braves d'Atlanta | 0 | 0 | 0 | 1 | 0 | 0 | 1 | 0 | 0 | 2 | 5 | 0 |
| Pirates de Pittsburgh | 0 | 0 | 0 | 0 | 1 | 1 | 1 | 0 | X | 3 | 8 | 1 |
| Lanceurs partants : ATL : Tom Glavine PIT : Tim Wakefield Vic. : Tim Wakefield (1-0) Déf. : Tom Glavine (0-1) HRs : ATL : Sid Bream (1), Ron Gant (2) PIT : Don Slaught (1) |   |   |   |   |   |   |   |   |   |   |   |   |

### Match 4
Samedi 10 octobre 1992 au Three Rivers Stadium, Pittsburgh, Pennsylvanie.
| Braves d'Atlanta | 0 | 2 | 0 | 0 | 2 | 2 | 0 | 0 | 0 | 6 | 11 | 1 |
| Pirates de Pittsburgh | 0 | 2 | 1 | 0 | 0 | 0 | 1 | 0 | 0 | 4 | 6  | 1 |
| Lanceurs partants : ATL : John Smoltz PIT : Doug Drabek Vic. : John Smoltz (2-0) Déf. : Doug Drabek (0-2) Sauv. : Jeff Reardon (1) |   |   |   |   |   |   |   |   |   |   |    |   |

### Match 5
Dimanche 11 octobre 1992 au Three Rivers Stadium, Pittsburgh, Pennsylvanie.
| Braves d'Atlanta                                                                                    | 0 | 0 | 0 | 0 | 0 | 0 | 0 | 1 | 0 | 1 | 3  | 0 |
| Pirates de Pittsburgh                                                                               | 4 | 0 | 1 | 0 | 0 | 1 | 1 | 0 | X | 7 | 13 | 0 |
| Lanceurs partants : ATL : Steve Avery PIT : Bob Walk Vic. : Bob Walk (1-0) Déf. : Steve Avery (1-1) |   |   |   |   |   |   |   |   |   |   |    |   |

### Match 6
Mardi 13 octobre 1992 au Fulton County Stadium, Atlanta, Géorgie.
| Pirates de Pittsburgh | 0 | 8 | 0 | 0 | 4 | 1 | 0 | 0 | 0 | 13 | 13 | 1 |
| Braves d'Atlanta | 0 | 0 | 0 | 1 | 0 | 0 | 1 | 0 | 2 | 4  | 9  | 1 |
| Lanceurs partants : PIT : Tim Wakefield ATL : Tom Glavine Vic. : Tim Wakefield (2-0) Déf. : Tom Glavine (0-2) HRs : PIT : Barry Bonds (1), Jay Bell (1), Lloyd McClendon (1) ATL : Dave Justice (1, 2) |   |   |   |   |   |   |   |   |   |    |    |   |

### Match 7
Mercredi 14 octobre 1992 au Fulton County Stadium, Atlanta, Géorgie.
| Pirates de Pittsburgh                                                                                      | 1 | 0 | 0 | 0 | 0 | 1 | 0 | 0 | 0 | 2 | 7 | 1 |
| Braves d'Atlanta                                                                                           | 0 | 0 | 0 | 0 | 0 | 0 | 0 | 0 | 3 | 3 | 7 | 0 |
| Lanceurs partants : PIT : Doug Drabek ATL : John Smoltz Vic. : Jeff Reardon (1-0) Déf. : Doug Drabek (0-3) |   |   |   |   |   |   |   |   |   |   |   |   |

## Joueur par excellence
Après son coéquipier Steve Avery l'année précédente, ce fut au tour du lanceur partant John Smoltz de mériter le titre de joueur par excellence de la Série de championnat pour les Braves d'Atlanta. Le droitier remporta deux victoires sans encaisser de défaites. Il retira 19 frappeurs sur des prises et conserva une moyenne de points mérités de 2,66 en 20 manches et un tiers lancées.